# 莱塞桑特
莱塞桑特（法語：Les Esseintes，法語發音：[le.z‿ɛsɛ̃t]）是法国吉伦特省的一个市镇，属于朗贡区。

## 地理
莱塞桑特（44°36'35"N, 0°4'3"W）面积5.1 平方千米，位于法国新阿基坦大区吉倫特省，该省份为法国西南部沿海省份，是法國本土面积最大的省，北起滨海夏朗德省，西临大西洋，南至朗德省，东南接洛特-加龍省，东临多爾多涅省。
与莱塞桑特接壤的市镇（或旧市镇、城区）包括：巴加斯、卡米朗、德罗河畔吉伦特、莫里泽斯、拉雷奥勒。

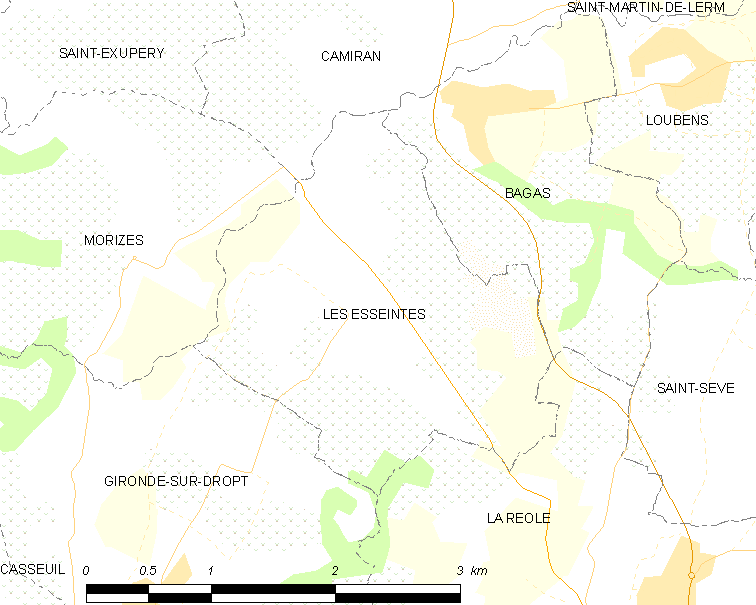
莱塞桑特的OSM定位图

莱塞桑特的时区为UTC+01:00、UTC+02:00（夏令时）。

## 行政
莱塞桑特的邮政编码为33190，INSEE市镇编码为33158。

## 政治
莱塞桑特所属的省级选区为勒雷奥莱-莱巴斯蒂德县。

## 人口

1962-2008年间莱塞桑特人口变化图示

莱塞桑特于2022年1月1日时的人口数量为245人。